# Max Leopold Wagner
Max Leopold Wagner (* 17. September 1880 in München; † 9. Juli 1962 in Washington, D.C.) war ein deutscher Romanist und Sprachwissenschaftler. Er erforschte als erster systematisch die sardische Sprache und verfasste grundlegende Werke dazu.

## Leben
Nach einem romanistischen Studium in München, Würzburg, Paris und Florenz promovierte Wagner 1907 in Würzburg zur Lautlehre der südsardischen Mundarten. Anschließend war er als Lehrer an den Deutschen Schulen in Istanbul und Mexiko tätig. Beim Ausbruch des Ersten Weltkrieges kehrte Wagner wieder nach Deutschland zurück, wurde 1915 an der Friedrich-Wilhelms-Universität Berlin in der Romanistik habilitiert und war dort ab 1922 ordentlicher Professor. Gleichzeitig war er bis 1922 Studienrat am Fichte-Gymnasium in Berlin-Wilmersdorf. Bereits 1924 wurde er infolge eines „Sittlichkeitsvergehens“ emeritiert.
Danach lebte er hauptsächlich in Italien, arbeitete auf Sardinien für einen italienischen Sprachatlas und wurde vom Auswärtigen Amt mit der Erstellung eines deutsch-italienischen und italienisch-deutschen Wörterbuches betraut.
1947 wurde Wagner als Professor an die Universität Coimbra berufen und hatte gleichzeitig eine Gastprofessur an der Universität Illinois. 1951 siedelte Wagner auf Einladung seines Freundes und Förderers Raphael G. Urciolo nach Washington D.C. über und konnte sich hier bis zu seinem Tode finanziell unabhängig seinen Studien widmen.
Wagner hat sich auch mit dem Argot von armen Kindern in Bogotá beschäftigt. Beiträge und Artikel auf Spanisch hat er auch geschrieben und übersetzt.
Wagner wird als der wichtigste Gelehrte der sardischen Sprache und ein bedeutender Ethnologe von Sardinien eingeschätzt. Er hat erstmals in verschiedenen Aufsätzen und Monographien zu Wortbildung, Lautlehre und Wortschatz die verschiedenen sardischen Dialekte wissenschaftlich geordnet. Mit La lingua sarda (1951) gelang ihm eine umfassende sprachgeschichtliche Darstellung der sardischen Sprache und mit dem dreibändigen Dizionario Etimologico Sardo (1962) verfasste er ein etymologisches Wörterbuch für das Sardische. Beide Werke waren wegweisend für die sprachwissenschaftliche Betrachtung des Sardischen.
Daneben verfasste Wagner Studien zum Spanischen, vor allem dem sogenannten Judenspanisch, zu Sondersprachen und dem Vulgärlatein.
Wagner wurde 1951 in die Società Nazionale di Scienze in Neapel aufgenommen. Seit 1952 war er Mitglied der Accademia della Crusca, Florenz, sowie der Heidelberger Akademie der Wissenschaften. 1954 wurde er schließlich als korrespondierendes Mitglied in die Bayerische Akademie der Wissenschaften und 1956 in die Deputazione di storia patria per la Sardegna aufgenommen.

## Schriften (Auswahl)
- Lautlehre der südsardischen Mundarten. Mit besonderer Berücksichtigung der um den Gennargentu gesprochenen Varietäten. Halle 1907.
- Beiträge zur Kenntnis des Judenspanischen von Konstantinopel. Wien 1914.
- Das ländliche Leben Sardiniens im Spiegel der Sprache. Heidelberg 1921; Beiheft 4 zur WS
- Die spanisch-amerikanische Literatur in ihren Hauptströmungen. Leipzig 1924.
- Jean Lemaire de Belges um 1473–1515: Dichtungen. Berlin 1924. (in Zusammenarbeit mit Erhard Lommatzsch).
- Methodologie du Française. Berlin 1924 (in Zusammenarbeit mit Erhard Lommatzsch).
- Studien über den sardischen Wortschatz (1. Die Familie – 2. Der menschliche Körper) Genève 1930.
- Restos de Latinidad en el Norte de Afrika. Coimbra 1936.
- Historische Lautlehre des Sardischen. Halle 1941.
- Anmerkungen zum bogotanischen Caló. Bogota 1950.
- Historische Wortbildungslehre des Sardischen. Bern 1952.
- Dizionario etimologico sardo. 3 Bände. Heidelberg 1960ff.
- Geschichte der sardischen Sprache. Übersetzt, hrsg. und mit einem Literaturverzeichnis versehen von Giovanni Masala. Geleitwort Giulio Paulis. Tübingen 2002.
- Reisebilder aus Sardinien. Hrsg. G. Masala. Stuttgart 2003, ISBN 3-8330-0744-3.
- Wörter Sachen Bilder Eindrücke: Sardinien 1925–1927. Hrsg. v. G. Masala. Norderstedt 2004, ISBN 3-8334-0460-4.
- Sa Sardìnnia de Max Leopold Wagner 1925–1927. Hrsg. v. G. Masala, Stuttgart 2005, ISBN 3-8334-2628-4
- „Lieber Freund und Kollege“. Briefwechsel mit Karl Jaberg 1901–1958. Hrsg. von G. Masala, Stuttgart 2020, ISBN 978-3-941851-05-4
- Caro amico e collega. Carteggio con Karl Jaberg 1901-1958. Hrsg. v. G. Masala, Stuttgart/Nuoro 2021 (In Vorbereitung), ISBN 978-3-941851-37-5